# Optimización del inventario
La optimización del inventario es un método para lograr la mejor solución al problema de la cantidad de inventario necesario y su localización. Busca equilibrar las restricciones o los objetivos de inversión de capital y los objetivos de nivel de servicio en una gran variedad de referencias (SKU) a la vez que se tiene en cuenta la volatilidad de la demanda y del suministro.

## Desafíos de la gestión de inventarios
Todas las empresas se enfrentan al desafío de ajustar su aprovisionamiento a la demanda de los clientes. El modo en que la empresa gestiona este desafío tiene una gran repercusión sobre su rentabilidad. Los datos de estándares abiertos de APQC demuestran que el valor del inventario de una empresa media representa el 10,6 % de sus ingresos anuales. El coste típico de mantenimiento de un inventario es al menos del 10 % de su valor. Por lo tanto, la empresa media gasta más del 1 % de sus ingresos en inventario, aunque en algunas empresas el porcentaje es mucho mayor.
Además, la cantidad de inventario tiene una gran repercusión en el efectivo disponible. Dado que el capital circulante es clave para rentabilidad de las empresas, éstas deben mantener los niveles de inventario lo más bajos posible y vender el inventario con la mayor rapidez posible. Cuando los analistas de Wall Street examinan la rentabilidad de una empresa para llevar a cabo la estimación de resultados y efectuar recomendaciones de compra y venta, el inventario constituye siempre uno de los factores principales a considerar. Ciertos estudios muestran que existe una correlación del 77 % entre la rentabilidad de la fabricación general y la rotación del inventario.
La gestión del inventario se convierte en un desafío aún mayor ante el fenómeno de la “Long Tail”, que provoca que cada vez un porcentaje mayor de las ventas totales de muchas empresas proceda de una gran cantidad de productos que se venden con baja frecuencia. Debido a que los ciclos de vida de los productos son cada vez más cortos y más frecuentes, para poder satisfacer las necesidades de los mercados actuales (cada vez más sofisticados y exigentes), hay que gestionar cadenas de suministro que contienen más productos y piezas.
Al mismo tiempo, las frecuencias de planificación y los períodos temporales están cambiando de mensual/semanal a diario, y el número de ubicaciones de almacenamiento gestionadas está pasando de docenas en los centros de distribución a centenares o miles en los puntos de venta (POS). Esto se traduce en gran cantidad de series temporales con un alto grado de volatilidad de la demanda, lo que explica uno de los principales desafíos de la gestión de las cadenas de suministro modernas, el denominado "Bull-whip effect” (efecto látigo). Como consecuencia, cambios pequeños en la demanda real producen cambios mayores en la demanda percibida, lo que, a su vez, puede confundir a las empresas que mantienen inventarios más elevados de lo que realmente son necesarios.

## Enfoque no optimizado
La optimización del inventario aplica a la resolución de dos tipos de problemas: qué objetivo de inventario se debe tener en cada almacén y en caso de redes multinivel, dónde se debe ubicar dicho inventario. 
Sin la optimización del inventario, las empresas normalmente establecen objetivos de inventario a partir de reglas elementales o de cálculos realizados en un solo nivel. Las primeras definen normalmente el objetivo de inventario en días de cobertura. En los cálculos en un solo nivel, se examina un solo artículo en una sola ubicación y se calcula la cantidad de inventario necesaria para satisfacer la demanda.

## Optimización del inventario: ¿aproximación determinista o estocástica?
Los modelos de optimización del inventario pueden ser deterministas (en el que cada conjunto de variables se determina de forma exclusiva según los parámetros del modelo) o estocásticos (en el que las variables se describen mediante distribuciones de probabilidad). La optimización estocástica tiene en cuenta la incertidumbre del suministro, de modo que, por ejemplo, el 6 % de los pedidos de un proveedor extranjero tiene un retraso de 1 a 3 días, el 1 % tiene un retraso de 4 a 6 días, el 5 % tiene un retraso de 7 a 14 días y el 8 % tiene un retraso de más de 14 días.
La optimización estocástica también tiene en cuenta la volatilidad de la demanda, que es uno de los principales desafíos a los que se enfrentan los profesionales de la cadena de suministro. En lugar de considerar que la previsión de la demanda está representada por una sola cifra, los modelos estocásticos estiman que, por ejemplo, hay una probabilidad del 65 % de vender 500 unidades, una probabilidad del 20 % de vender 400 unidades y una probabilidad del 15 % de vender 600 unidades. Para conseguir un nivel de servicio muy alto una alternativa es tener mucho inventario y tener un sistema de transporte muy reactivo, lo cual conducirá a un coste logístico elevado. Pero se pueden conseguir niveles de servicio elevados si se incrementan los costes, las urgencias a gestionar y si se tiene demasiado inventario; pero se puede obtener una rentabilidad mayor si se conoce el origen de la volatilidad y se lleva a cabo una planificación adecuada. El resultado del enfoque estocástico es que permite obtener un mejor conocimiento de los requisitos de inventario con respecto al que proporciona un enfoque determinista.

## Optimización del inventario: ¿uno o varios niveles?
Un enfoque secuencial de un solo nivel predice la demanda y determina el inventario necesario para cada nivel por separado. La optimización del inventario multinivel calcula los niveles correctos de inventario en toda la red basándose en la variabilidad de la demanda en varios nodos y el desempeño (plazo de entrega, retrasos y nivel de servicio) en los niveles superiores de la red.
La optimización del inventario multinivel examina los niveles de inventario de forma global en toda la cadena de suministro a la vez que tiene en cuenta la repercusión de los inventarios de cualquier nivel sobre otros niveles. Por ejemplo, si el producto vendido en el punto de venta de un minorista se recibe de uno de sus centros de distribución, dicho centro representa un nivel de la cadena de suministro y el punto de venta representa otro. Debe quedar claro que la cantidad de stock necesario en los puntos de venta es una función del servicio recibido desde el centro de distribución. Cuanto mejor sea el servicio que se proporciona en los niveles superiores de la cadena de suministro, menor será el inventario que se necesita en los eslabones inferiores. El objetivo de la optimización del inventario multinivel es la determinación continua de los valores de stock de seguridad en todos los niveles de red.
La optimización del inventario multinivel representa la aproximación de última generación para optimizar el inventario en toda la cadena de suministro. El modelado de los distintos niveles de la cadena permite la predicción precisa de otros tipos de inventario, como son el stock cíclico y el stock de seguridad. Como parte de la optimización del inventario, las métricas de evaluación del rendimiento de proveedores, de servicio al cliente y de activos internos se deben supervisar constantemente para permitir una mejora continua.

## Beneficios de la optimización del inventario
Varias empresas han obtenido beneficios financieros con la aplicación de esta aproximación de optimización del inventario. Un estudio realizado por IDC Manufacturing Insights, ha puesto de manifiesto que muchas organizaciones que han aplicado la optimización del inventario han conseguido reducir los niveles de inventario hasta un 25 % en un año y han llegado a obtener un flujo de caja superior al 50 % en menos de dos años.
Electrocomponents, uno de los mayores distribuidores de electrónica y productos de mantenimiento del mundo con sede en Reino Unido, ha incrementado sus beneficios en 36 millones de libras esterlinas mediante la optimización del inventario consiguiendo simultáneamente niveles de servicio más altos con menos inventario. BP-Castrol optimizó su inventario consiguiendo en 2 años una reducción media del 35% del inventario de productos acabados, a la vez que aumentó en un 9% los niveles de servicio (definidos y medidos como cumplimiento en líneas de pedido). Smiths Medical, una división de Smiths Group, utilizó la optimización del inventario para afrontar mejor la volatilidad de la demanda y la variabilidad del suministro, lo que redujo tanto el riesgo de sobrestock y de roturas de stock, a la vez que optimizó el proceso de fabricación.